# Оливер Шанти
Оливер Шанти (нем. Oliver Shanti), наст. имя Ульрих Шульц (нем. Ulrich Schulz) — немецкий нью-эйдж музыкант.

## История
Оливер Шанти (он же Ульрих Шульц, он же Оливер Серано-Альве) родился 16 ноября 1948 года в Гамбурге, Германия. Псевдоним «Шанти» певец, как многие его коллеги по нью эйдж, принял после посвящения в новую веру.
Будучи ещё совсем ребёнком, Оливер начал свои скитания по миру. Он жил в нескольких странах Европы, на Карибах, затем в США и в Африке, зарабатывал, чем придется, пел для собственного удовольствия. Побывав на фестивале восточной музыки в Ливане, Оливер решает поселиться в этой стране и с 1973 года не поддерживает связи со старыми друзьями и знакомыми. Через какое-то время певец возвращается в Европу и вместе с музыкантом Вейтом Вейманом и своей женой Марго Фогль (Шанти) открывает собственную студию звукозаписи SATTVA. В этой же студии коллектив работает над своим первым альбомом.
В конце 1980-х годов Шанти уже достаточно известен в Европе, а в начале 1990-х его музыка пришла и в Россию. Творчество его сочетает в себе и современную электронику, и классические восточные мотивы, и популярную музыку, и все то, что встречалось Шанти во время его странствий. На сегодняшний день студия SATTVA выпустила уже более полусотни дисков, в записи которых зачастую принимают участие самые неожиданные исполнители. В частности это касается альбомов, где представлена этно-музыка — для работы над ними маэстро приглашал музыкантов, принадлежащих к самым редким племенам и народностям. К примеру, в самом крупном из проектов Оливера участвовало более 40 исполнителей со всех континентов.
В 2002 году в Германии Оливера Шанти обвинили в растлении малолетних и сексуальных домогательствах. Было возбуждено уголовное дело, и музыкант вынужден был покинуть Германию. В его отсутствие с 2002 года коллектив «Oliver Shanti & Friends», переименованный в «Existence», возглавила Марго Райзингер. В 2008 году Шанти был арестован в Португалии и экстрадирован в Германию. Во время предварительного заключения он пытался покончить жизнь самоубийством. 4 декабря 2009 года суд Мюнхена признал его виновным по 76 пунктам обвинения и приговорил к 6 годам и 10 месяцам тюремного заключения.
Оливер Шанти умер в марте 2016 года в возрасте 68 лет.

## Дискография
Основная:

- 1987 — Licht-Prakash-Light (как Inkarnation)
- 1987 — Frieden-Shanti-Peace (как Inkarnation)
- 1987 — Listening to the Heart
- 1988 — Rainbow Way
- 1988 — Vila Nova Mellow Days (как Oliver Serano-Alve)
- 1989 — Walking on the Sun
- 1990 — Minho Valley Fantasies (как Oliver Serano-Alve)
- 1992 — Vida Para Vida (как Oliver Serano-Alve)
- 1993 — Tai Chi
- 1995 — Well Balanced
- 1996 — Tai Chi Too
- 1997 — Circles of Life: The Best of Oliver Shanti (сборник, включающий 3 новых композиции)
- 1998 — Seven Times Seven
- 2000 — Medicine Power
- 2002 — Alhambra
- 2006 — Man Heaven Earth (сборник, включающий 2 композиции из творчества «Existence» и Dahmani)

Проекты:

- 1996 — Buddha and Bonsai Vol. 1
- 1997 — Shaman
- 1997 — Buddha and Bonsai Vol. 2
- 2000 — Buddha and Bonsai Vol. 3
- 2000 — Shaman 2
- 2002 — Buddha and Bonsai Vol. 4
- 2005 — Buddha and Bonsai Vol. 5: The Power of Silence

Тематические компиляции:

- Indiens: Sacred Spirits
- Shaman: Red Indian Chill
- до 1997 — Meditative Music of Budo-Gala: The Magic of Martial Arts
- 1997 — 10 Years of Sattva Music
- 1997 — Spirit of Budo: The Power of Balance
- 1999 — Tibetiya (включает 3 новые композиции Оливера Шанти)
- 2001 — 15 Years of Sattva Music
- 2001 — Reiki: Brightness Healing